# Wielandia leandriana
Wielandia leandriana là một loài thực vật có hoa trong họ Diệp hạ châu. Loài này được (Petra Hoffm. & McPherson) Petra Hoffm. & McPherson mô tả khoa học đầu tiên năm 2007.